# Gustavo Teixeira
Pour les articles homonymes, voir Teixeira.
Gustavo Antunes Teixeira est un footballeur portugais né le 26 décembre 1908 à Vila Real et mort le 1er janvier 1987.

## Biographie
Joueur majeur du Benfica Lisbonne de l'entre-deux guerres, il est considéré comme l'un des plus grands arrières gauches de l'histoire du club. Il y remporte un Campeonato de Portugal en 1935 (équivalent de la coupe aujourd'hui), et 3 championnats en 1936, 1937 et 1938.  Il remporte également un championnat de Lisbonne.

## Carrière
- 1926-1932 :  Casa Pia
- 1932-1939 :  Benfica Lisbonne

## Palmarès
Avec le Benfica Lisbonne :
- Champion du Portugal en 1936, 1937 et 1938
- Vainqueur du Championnat de Lisbonne en 1933
- Vainqueur du Campeonato de Portugal (équivalent de la coupe du Portugal) en 1935